# Sebastian Malinowski
Sebastian Michael Malinowski (* 8. Juni 1998 in Freudenstadt) ist ein deutscher Fußballspieler.

## Karriere
Malinowski begann seine Juniorenkarriere beim SV Weil an der Schweizer Grenze, ihn zog es schließlich weiter in die Juniorenabteilung des Schweizer Spitzenclubs FC Basel. 2017 absolvierte er sein Debüt für die zweite Mannschaft der Basler. Gegen den SC Cham wurde er im November für eine Minute eingesetzt. Nach Ende der Saison 2017/18 wechselte er zum FC Chiasso in den Kanton Tessin. Nach zwei Saisons verließ der FC Chiasso die zweithöchste Schweizer Liga und Malinowski wurde vom schweizerischen Zweitligisten FC Wil verpflichtet. Bei seinem Debüt bei den Wilern im Juli 2021 erzielte Malinowski bereits seinen ersten Treffer. Im August 2021 wurde bekannt, dass Malinowski aufgrund eines Kreuzbandrisses bis zum Ende der Saison ausfallen wird. In der Saison 2022/23 konnte Malinowski nur Teileinsätze absolvieren. Im Juni 2023 gab der Verein bekannt, dass Malinowskis Vertrag nicht verlängert wird. Im Oktober 2023 wechselte Malinowski zu Wacker Burghausen in der Regionalliga Bayern. Im Frühjahr 2024 wollte Malinowski Burghausen verlassen, nach diversen Probetrainings bei Profivereinen blieb er bei seinem Verein.
Zur Saison 2025/26 wechselte Malinowski zum österreichischen Zweitligisten FC Hertha Wels, bei dem er einen bis 2026 laufenden Vertrag erhielt.